# لیگنین
لیگنین یک پلیمر پیچیدهٔ ساخته شده از واحدهای مولکولی فنیلپروپان است که به شکل آمورف و مخلوط با هولوسلولز در گیاهان به صورت لایه‌ای دور سلولز را فرا گرفته‌است.
بعد از سلولز لیگنین رایج‌ترین ترکیب در ساختار گیاهان چوبی و غیرچوبی است. چوب خشک حاوی حدود ۲۵ درصد لیگنین است که در دیواره سلولی و در قسمت خارجی سلول قرار گرفته‌است. لیگنین به‌عنوان یک اتصال دهنده دیواره سلولی عمل می‌کند و فیبرهای سلولی حاوی ماتریکس را برای استحکام ساختار چوب به هم متصل می‌نماید.
منابع لیگنین فراوانند و اکثراً هم غیرقابل مصرفند. چوب و پوست درختان که از صنایع الواری به‌جای می‌مانند و همچنین پسماندهای کشاورزی می‌توانند مقدار بسیار زیادی لیگنین حاصل دهند. منبع کوچک‌تر ولی در دسترس‌تر لیگنین خمیر کاغذ و صنایع چوب است که ذخیره زیادی برای لیگنین است. محتویات لیگنین در گونه‌های مختلف چوب از یک درخت به درخت دیگر و حتی در یک منطقه از یک درخت نسبت به منطقه دیگر از همان درخت متفاوت است. لیگنین یک پلیمر با وزن مولکولی بیشتر از ۱۰٬۰۰۰ در درختان کاج و احتمالاً کمتر از ۵۰۰۰ در درختان برگ‌ریز می‌باشد که سه مونومر اصلی آن کونیفریل الکل، ایزواوژنول و سیرنژیل الکل می‌باشند. مونومر این یک آمینو اسید است.

## ساختار
عبارت لیگنین از واژه لاتینی lignum به معنای چوب مشتق شده‌است و درحالی‌که لیگنین بخش عمده ساختار چوب نیست، با این حال یکی از ترکیبات اصلی تمام گیاهان آوندی است. در سال ۱۸۳۸، Anselme Payen مشاهده کرد که در اثر تیمار چوب به وسیلهٔ اسید نیتریک بخشی از چوب حل و یک توده فیبری باقی می‌ماند. وی در توضیح این اتفاق چنین نتیجه‌گیری نمود که بخش محلول که حاوی مقدار بیشتری کربن نسبت به بخش فیبری است یک ماده پوسته می‌باشد که بخش فیبری را احاطه کرده‌است. لیگنین ۱۵–۳۶ درصد وزن چوب را تشکیل می‌دهد. درحالی‌که نظریه ابتدایی Payen در مورد پوسته‌ای بودن لیگنین تا حدودی صحیح می‌باشد، لیگنین نقش حیاتی را در گیاهان آوندی ایفا می‌کند. لیگنین به درخت استحکام، مانع نفوذ آب در عرض سلول چوبی و تسهیل انتقال آب و شیره گیاهی در بافت چوبی می‌گردد. به‌علاوه، لیگنین یکی از عوامل اصلی دوام طبیعی در چوب در برابر میکروارگانیسم‌های مخرب چوب است. لیگنین دومین پلیمر طبیعی فراوان دنیاست که از واحدهای ساختاری فنیل پروپان با اتصالات کربن-کربن و اتری تشکیل شده‌است. لیگنین طی یک فرایند پیچیده از واحدهای قندی در گیاهان عالی بیوسنتز می‌شود. در دیواره سلول چوبی لیگنین به وسیلهٔ اتصالات استری و اتری به کربوهیدرات‌ها متصل می‌شود. پیوندهای فیزیکی و شیمیایی موجود بین لیگنین و قندهای دیواره سلول چوبی، مانع از استخراج آن به صورت دست نخورده و سالم می‌شود. این مسئله به‌کارگیری روش‌های تخریبی و غیر تخریبی در مطالعه ساختار آن را مشکل می‌کند؛ بنابراین، دانش کنونی ما در مورد ساختار شیمیایی لیگنین بکر عمدتاً از برخی از مطالعات انجام شده در مورد بررسی مکانیسم‌های بیوسنتز لیگنین و داده‌های تجربی مطالعه لیگنین‌های چوب به شدت آسیاب شده (MWL) و سلولیتیک (CEL) ناشی شده‌است.

## مشتقات صنعتی لیگنین
لیگنوسولفونات سدیم: از فرآیند سولفیت‌پالپینگ به‌دست می‌آید. کاربردها: 
صنعت ساختمان: کاهش‌دهندهٔ آب در بتن 

حفاری نفت: کنترل گرانروی گل حفاری 

خوراک دام: چسبانندهٔ پلت‌های غذایی 

نانوذرات لیگنین: با خواص آنتی‌اکسیدانی و جذب UV، در بسته‌بندی مواد غذایی و کرم‌های ضدآفتاب استفاده می‌شود.

## فناوری‌های جدید استخراج و کاربردهای اقتصادی
امروزه با فناوری‌هایی مثل LignoBoost (سوئد) و LignoForce (کانادا) می‌توان لیگنین خالص از لیگنوسلولز استخراج کرد.

این پیشرفت‌ها باعث شده لیگنین به عنوان منبعی تجدیدپذیر در صنایع شیمیایی استفاده شود.

کاربردهای جدید:

- ساخت سوخت زیستی مثل بیواتانول

- تولید پلاستیک‌های تجزیه‌پذیر با ترکیب لیگنین و سلولز

- استفاده در بتن برای کاهش مصرف آب (تا ۱۵٪)